# محبوب خان
محبوب خان (تولد: ١٩٠٧- مرگ: ٢٨ می ١٩٦٤) تهیه‌کننده و کارگردان در سینمای بالیوود هند بود. وی عمده شهرتش به خاطر کارگردانی فیلم حماسی مادر هند (محصول ١٩٥٧) است. فیلمی که به خاطر ساخت آن جایزه  فیر را برای بهترین فیلم و بهترین کارگردانی کسب کرد. همچنین فیلم مذکور نامزد جایزه اسکار بهترین فیلم غیر انگلیسی‌زبان شد. محبوب خان یک کمپانی فیلم سازی به نام Mehboob Productions داشت. پس از آن نیز در سال ١٩٥٤ استودیوی فیلمستزی خود با نام Mehboob Studios را در شهر بمبئی ایجاد کرد.